# Kasteel van La Rochefoucauld
Het Kasteel van La Rochefoucauld (Frans: Château de La Rochefoucauld) is een kasteel in La Rochefoucauld in het Franse departement Charente (in de regio Nouvelle-Aquitaine). Het dient niet verward te worden met het kasteel van François de La Rochefoucauld in het nabijgelegen Verteuil.

## Geschiedenis en bouw
In 980 bouwt Foucauld, de jongere broer van de burggraaf van Limoges, een houten kamp op een rots boven de rivier de Tardoire. Hij noemt het kamp De rots van Foucauld. Zijn zoon bouwt in de 11e eeuw een ommuurde binnenplaats. De torens bij de ingang worden gebouwd in 1350 en de torens in de hoeken worden in 1453 gebouwd. In 1520 bouwt Anne de La Rochefoucauld de galerij en het trappenhuis in de stijl van de renaissance, gebaseerd op tekeningen van Leonardo da Vinci, verkregen van de koning van Frankrijk. In 1615 wordt de muur om de binnenplaats aan de plattelandszijde afgebroken, evenals de middeleeuwse gebouwen. Na een brand wordt in 1760 de 17e-eeuwse vleugel vervangen door een 18e-eeuws gebouw.

## Onderdelen gebouw

### Schatkamer
Het archief, ook wel schatkamer genoemd, bevat honderden kaarten en duizenden boeken.

### Grotten
Onder het kasteel zijn grotten uitgesleten door de rivier de Tardoire. Het is onbekend waar de grotten eindigen. De grotten zijn afgesloten.

## Gebruik
Het kasteel is gedeeltelijk toegankelijk voor publiek.

## Trivia

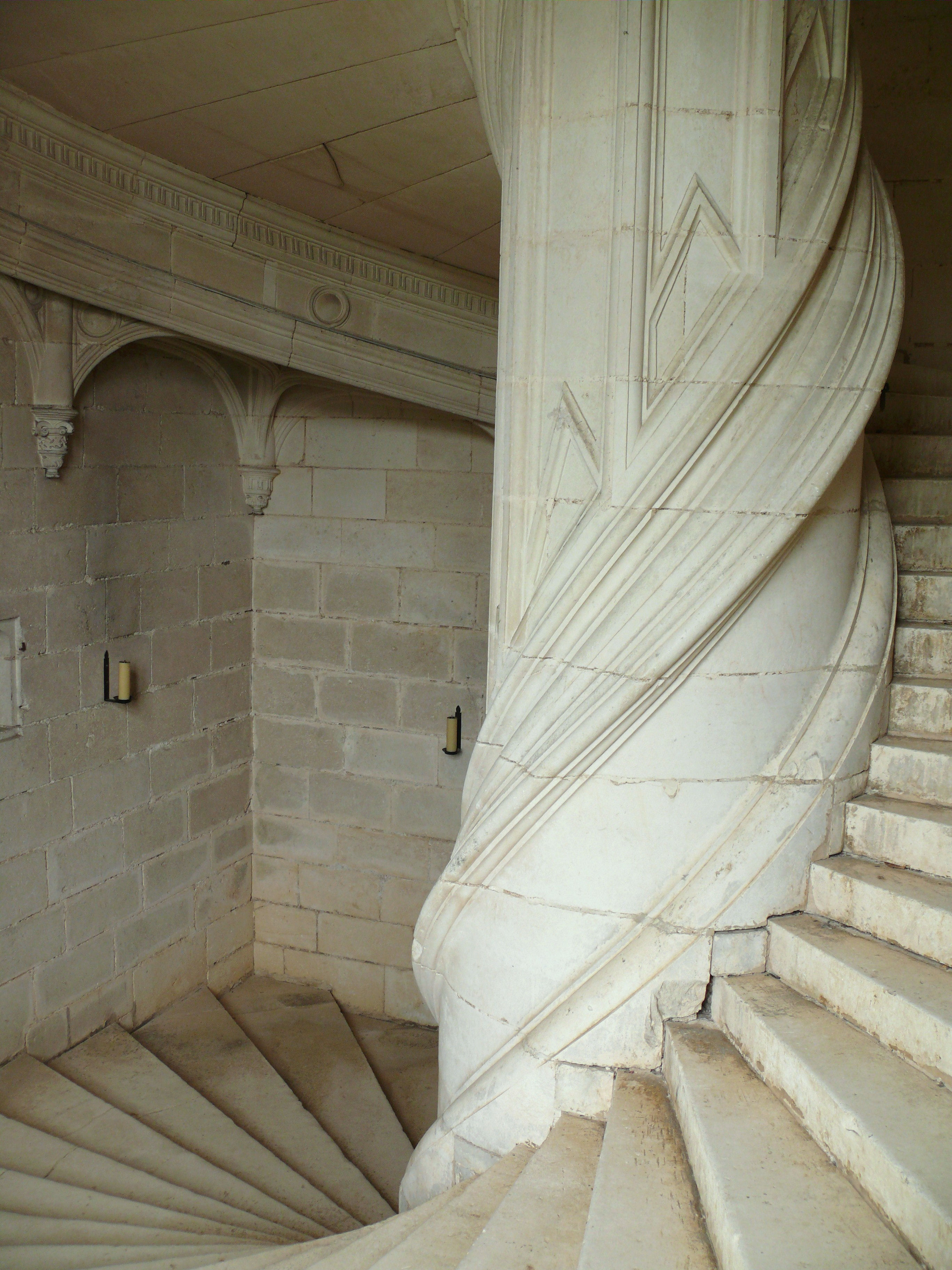
Trap in het Kasteel van La Rochefoucauld.

Een trap uit het kasteel werd gebruikt op de Nederlandse kaft van de bestseller Harry Potter en de Halfbloed Prins door J.K. Rowling.